# Irredentismo iugoslavo

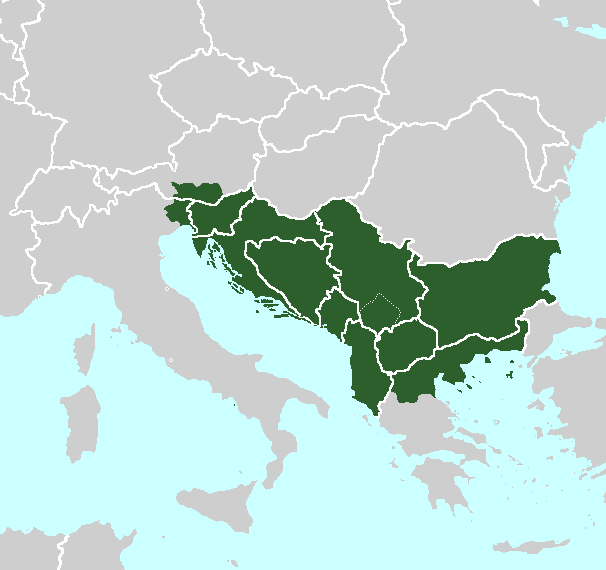
As reivindicações iugoslavas irredentistas de Tito, estabelecidas perto do final e após o fim da Segunda Guerra Mundial. O mapa inclui cidades das Repúblicas Socialistas e Regiões Autônomas.

O irredentismo iugoslavo refere-se a um irredentismo que promove uma Iugoslávia que una todos os territórios populados por eslavos do sul, abrangendo seus territórios historicamente unidos da Bósnia e Herzegovina, Croácia, Montenegro, Sérvia (incluindo o território disputado do Kosovo) Eslovênia e a Macedônia do Vardar; unindo-se a estes territórios reivindicados por iugoslavistas que não haviam sido incorporados ao estado da Iugoslávia, incluindo a Bulgária, a Trácia Ocidental e a Macedônia Grega e, em algumas propostas, outros territórios. O governo do Reino da Iugoslávia já havia procurado uma união com a Bulgária.
A República Socialista Federativa da Iugoslávia, sob o comando de Josip Broz Tito, buscou criar uma Iugoslávia integral que incorporasse as regiões gregas da Macedônia e da Trácia, a Albânia, a Bulgária, uma parte da Caríntia austríaca ou toda ela, e desde Novembro de 1943, toda a região italiana de Friuli-Venezia Giulia.

## História
Os proponentes do irredentismo iugoslavo incluíam tanto monarquistas quanto republicanos. Dias antes da criação da Iugoslávia, em 1918, o político iugoslavo Svetozar Pribićević declarou que as fronteiras da Iugoslávia deveriam se estender "da Soča até Salônica". As propostas no período entre guerras para incluir a Bulgária à Iugoslávia incluíam reivindicações dos republicanos de que uma república era necessária para a criação de uma Iugoslávia integral com a Bulgária, enquanto outras afirmavam que uma república não seria possível porque a Bulgária era um reino, e alegavam que monarquia constitucional seria uma forma apropriada de estado para incluir a Bulgária.
O movimento militante Zveno, na Bulgária, apoiava uma Iugoslávia Integral que incluiria a Bulgária, bem como a Albânia. O movimento Zveno participou do golpe de Estado búlgaro de 1934, os apoiadores do golpe declararam sua intenção de formar imediatamente uma aliança com a França e buscar a unificação da Bulgária em uma Iugoslávia Integral.
Com o começo da Segunda Guerra Mundial começou, em 1940 o general Milan Nedić propôs que a Iugoslávia se unisse às potências do Eixo e atacasse a Grécia para conquistar Salônica. Durante a guerra, o governo britânico apoiou a criação de uma Grande Iugoslávia depois do conflito, se opondo à entrada do governo búlgaro nas Potências do Eixo, em maio de 1941, endossando o documento do Dr. Malcom Burr em favor da incorporação da Bulgária à Iugoslávia após a guerra.
Após a Segunda Guerra Mundial, Tito declarou que a Iugoslávia tinha o direito de ter Trieste e toda a Caríntia, dizendo: "Libertamos a Caríntia, mas as condições internacionais foram tais que tivemos que abandoná-la temporariamente. A Caríntia é nossa e vamos lutar para isso".